# Rudolf von Löwenstein (Domherr)
Rudolf von Löwenstein (* um 1327; † um 1381) war Graf von Löwenstein, Domherr in Würzburg und päpstlicher Kollektor.

## Herkunft
Rudolf war der jüngste Sohn von Graf Nikolaus von Löwenstein und seiner Gemahlin Willebirg, Gräfin von Wertheim sowie ein Urenkel von Rudolf I., dem ersten römisch-deutschen König aus dem Geschlecht der Habsburger.

## Leben
Rudolf von Löwenstein tritt erstmalig am  22. Mai 1342 anlässlich seiner Aufnahme in das Würzburger Domkapitel urkundlich in Erscheinung. Da sein älterer Bruder Albrecht im Wege der Primogenitur für die Nachfolge des Vaters im Grafenamt vorgesehen war, ist davon auszugehen, dass Rudolf bereits in jungen Jahren für den Eintritt in ein geistliches Amt bestimmt wurde.
Nach der Aufnahme in das Würzburger Domstift war Rudolf offenkundig daran gelegen, sich nicht durch einen zu hohen Weihegrad die Rückkehr in den weltlichen Stand zu verbauen. Dies schien erforderlich, da sein Bruder Albrecht bis 1370 kinderlos blieb und es beim Ableben des Grafen ohne Erben die Aufgabe Rudolfs gewesen wäre, das Aussterben des Geschlechts zu verhindern. Aus diesem Grund ließ er sich am 20. Juli 1360 von Kaiser Karl IV. alle Ansprüche auf die Grafschaft Löwenstein bestätigen und den Weg einer Rückversetzung in den Laienstand ausdrücklich offenhalten. Aufgrund dieser Entwicklung waren Rudolf die Einkünfte als Domherr vorerst versagt, jedoch konnte er sich um 1340 dank seines Onkels, des Grafen Rudolf III. von Wertheim, die Pfründe der reichen Pfarrei Reicholzheim und ihrer Filiale Wertheim sichern. Obwohl er über zehn Jahre im niedrigen Weihegrad eines Subdiakons verharrte, wurde Rudolf von Löwenstein am 18. Mai 1353 schließlich zum Domherr des Würzburger Stifts ernannt. Von dem Makel, die Pfarrei Reicholzheim und das Domamt ohne Priesterweihe übernommen zu haben, konnte er sich durch die Bestätigung beider Stellen durch Papst Urban V. reinigen – wohl nicht ohne Zahlung der seinerzeit üblichen Bestechungssumme an den Heiligen Stuhl.
Den noch erhaltenen Urkunden zufolge zeichnete sich Rudolf von Löwenstein durch ein besonderes Geschick in Geld- und Verwaltungsgeschäften aus, weswegen er insbesondere in den siebziger Jahren des 14. Jahrhunderts vom Würzburger Domkapitel sehr häufig mit entsprechenden Aufgaben betraut wurde. Diese Fähigkeiten blieben auch der päpstlichen Kurie nicht verborgen, so dass der päpstliche Nuntius und Wormser Bischof, Johann Schadland, den Löwensteiner am 14. Juli 1371 zum päpstlichen Kollektor aller Forderungen der apostolischen Kammer für Stadt und Diözese Würzburg ernannte. Diese eher unerquickliche Aufgabe, für den Papst vorgesehene Abgaben einzutreiben, erfüllte er bis zum Anfang des Jahres 1380, als ihn nicht näher genannte Anfeindungen, die aber vermutlich mit dieser Tätigkeit in Verbindung standen, zur Flucht aus Würzburg zwangen.
Zwischen dem 10. März 1380 und dem 9. März 1381 verstarb Rudolf von Löwenstein; sein Grabmal hat sich für die Nachwelt nicht erhalten.